# Brachymeria prodeniae
Brachymeria prodeniae är en stekelart som först beskrevs av William Harris Ashmead 1904.  Brachymeria prodeniae ingår i släktet Brachymeria och familjen bredlårsteklar. Inga underarter finns listade.